# V433 Андромеды
V433 Андромеды (лат. V433 Andromedae) — одиночная переменная звезда в созвездии Андромеды на расстоянии (вычисленном из значения параллакса) приблизительно 6415 световых лет (около 1967 парсеков) от Солнца. Видимая звёздная величина звезды — от +10,9m до +9,8m.

## Характеристики
V433 Андромеды — красная пульсирующая полуправильная переменная звезда (SR:) спектрального класса M6. Эффективная температура — около 3287 K.